# 中国共产党邵阳市委员会
中国共产党邵阳市委员会（简称中共邵阳市委）是中国共产党在湖南省邵阳市的领导机关。

## 沿革

### 反腐败工作
2025年1月24日，龚文密涉嫌严重违纪违法，主动向组织交代问题，接受湖南省纪委监委纪律审查和监察调查。

## 职责
根据《中国共产党地方委员会工作条例》，中国共产党地方委员会主要实行政治、思想和组织领导，承担下列职能：
1. 对本地区重大问题作出决策。
2. 通过法定程序使党组织的主张成为地方性法规、地方政府规章或者其他政令。
3. 加强对本地区宣传思想文化工作的领导，牢牢掌握意识形态工作领导权、话语权。
4. 按照干部管理权限任免和管理干部，向地方国家机关、政协组织、人民团体、国有企事业单位等推荐重要干部。
5. 支持和保证人大、政府、政协、法院、检察院、人民团体等依法依章程独立负责、协调一致地开展工作，发挥这些组织中党组的领导核心作用。
6. 加强对本地区群团工作和统一战线工作的领导。
7. 动员、组织所属党组织和广大党员，团结带领群众实现党的目标任务。

## 历任书记

### 邵阳地区
| 届次 | 姓名   | 就任日期   | 卸任日期   | 备注           |
| ---- | ------ | ---------- | ---------- | -------------- |
| 1    | 夏如爱 | 1949年10月 | 1952年8月  |                |
| 2    | 白连城 | 1952年8月  | 1953年4月  |                |
| 3    | 尹子明 | 1953年4月  | 1954年10月 |                |
| 4    | 钟石   | 1954年10月 | 1957年12月 |                |
| 5    | 尹子明 | 1957年12月 | 1958年10月 |                |
| 6    | 谢新颖 | 1958年10月 | 1966年7月  |                |
| 7    | 张厚   | 1966年7月  | 1968年2月  | 代理书记       |
| 8    | 张厚   | 1969年1月  | 1969年11月 | 革命委员会主任 |

### 邵阳市
| 届次 | 姓名   | 就任日期   | 卸任日期   | 备注  |
| ---- | ------ | ---------- | ---------- | ----- |
| 1    | 刘阳春 | 1986年3月  | 1991年2月  |       |
| 2    | 吴向东 | 1991年2月  | 1992年9月  |       |
| 3    | 孙载夫 | 1992年9月  | 1995年8月  |       |
| 4    | 周本顺 | 1995年8月  | 2000年11月 |       |
| 5    | 蒋建国 | 2000年11月 | 2004年5月  |       |
| 6    | 盛茂林 | 2004年5月  | 2007年4月  |       |
| 7    | 黄天锡 | 2007年4月  | 2008年3月  |       |
| 8    | 童名谦 | 2008年3月  | 2012年2月  |       |
| 9    | 郭光文 | 2012年2月  | 2016年4月  | [ 3 ] |
| 10   | 龚文密 | 2016年4月  | 2021年8月  | [ 4 ] |
| 11   | 严华   | 2021年8月  | 现任       | [ 5 ] |